# Мияко одори
Мияко одори (яп. 都をどり мияко одори, танцы столицы) — танцевальный фестиваль гейш Киото. Проводится ежегодно с 1 по 30 апреля в театре «Гион кобу Кабурэндзё» (яп. 祇園甲部歌舞練場).
Название «Мияко одори» означает «танцы столицы», хотя фестиваль появился уже после того, как столицей Японии стал Токио. Выбор имени продиктован желанием сохранить имидж Киото как «культурной столицы».

## История
Впервые этот фестиваль был проведён 15—31 мая 1872 года, во время выставки, направленной на создание имиджа Киото как города с богатой культурой и историей.
В правление императора Тайсё фестиваль назывался Бэцу-одори (яп. 別踊, «особые танцы»), затем название сменили на «Мияко одори» в старой орфографии.
С 1944 по 1949 Мияко одори не проводился из-за Второй мировой войны.

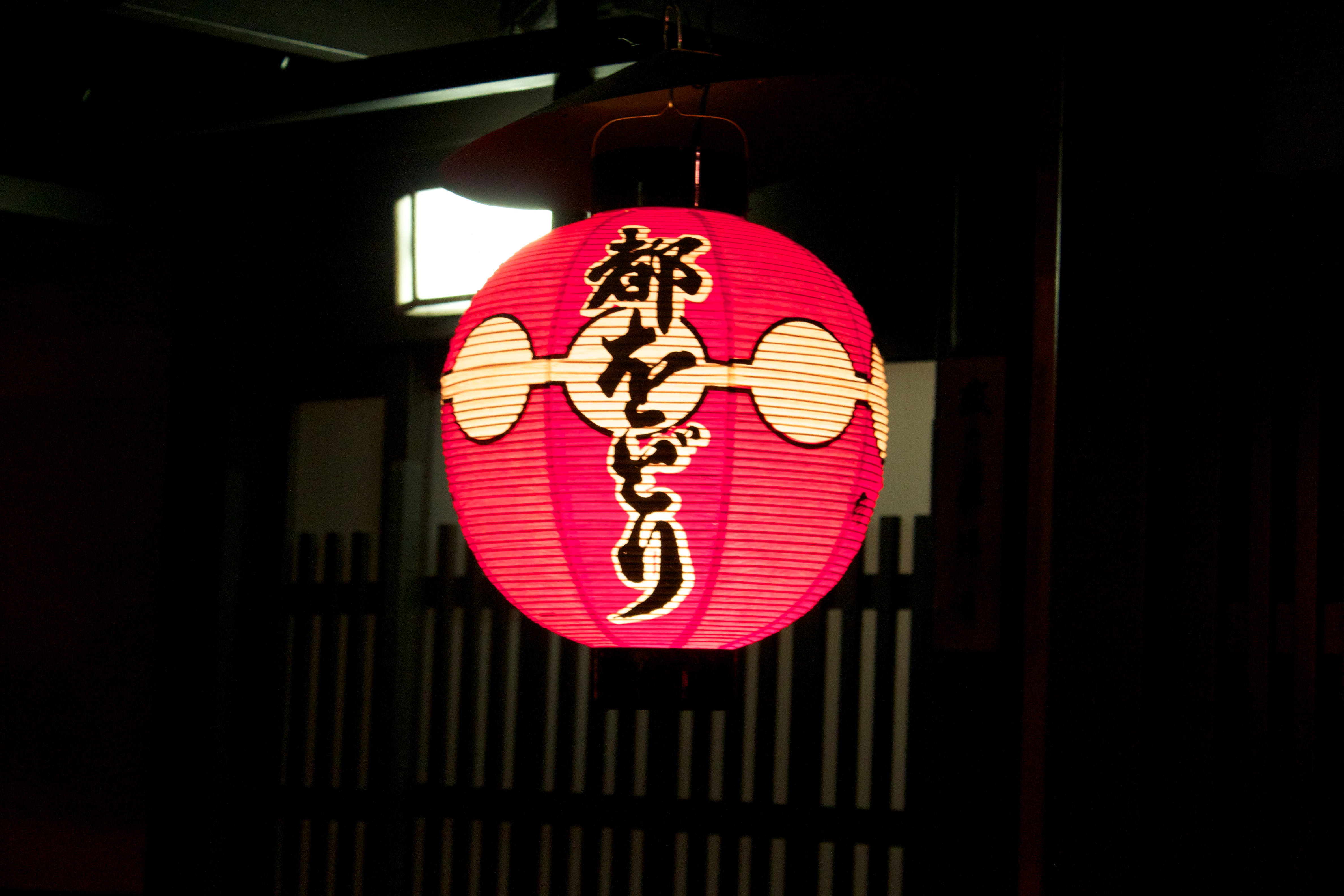
Японский фонарь с надписью «Мияко одори»
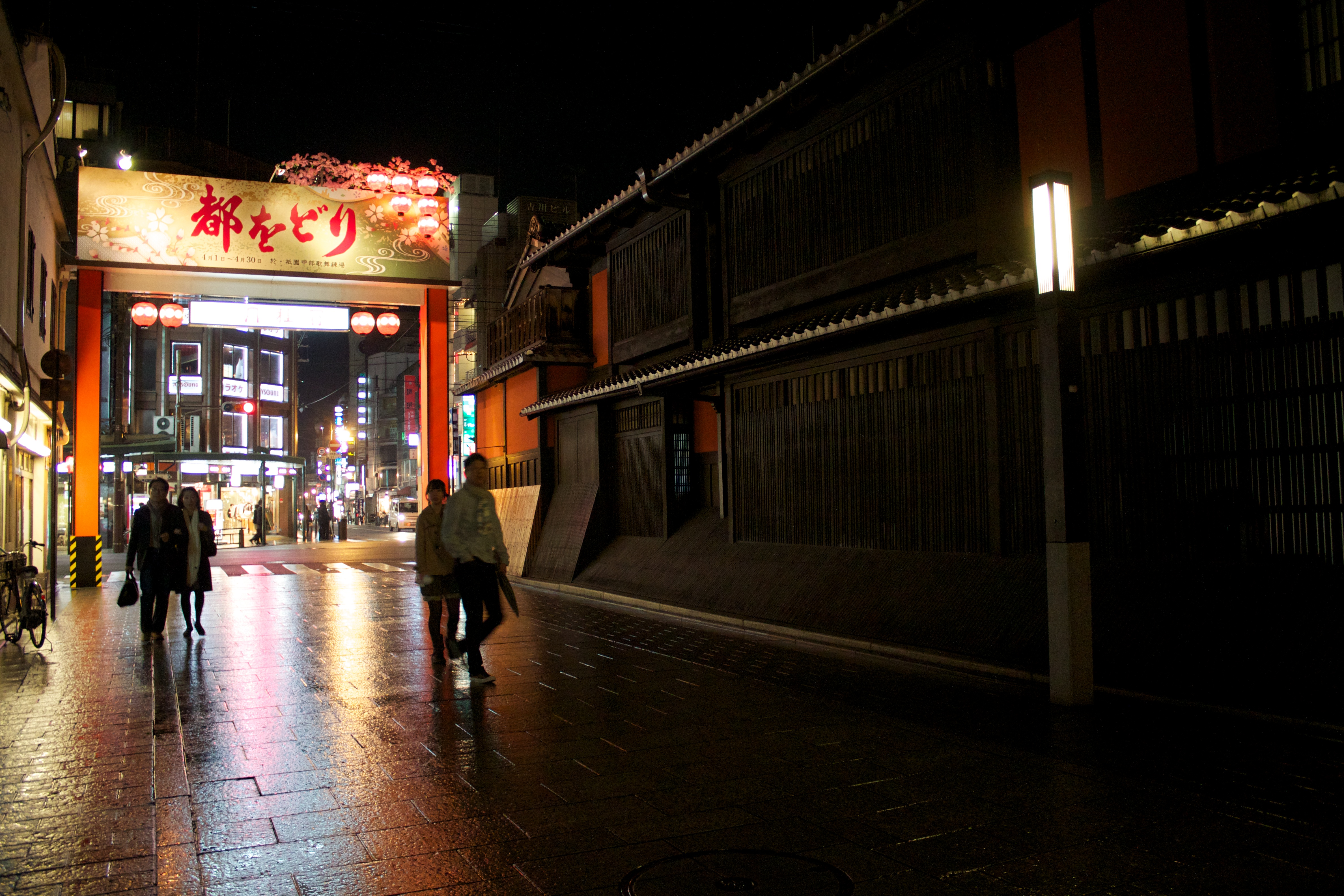
Реклама фестиваля

## Представление
Представление в восьми актах проводится на сцене, украшенной соответствующими акту декорациями. На заднем плане располагаются ширмы. В каждом акте разыгрывается сценка, в которой участвуют от двух до пяти гейш. По бокам сцены сидят гейши-аккомпаниаторы с сямисэнами, флейтами фуэ и цудзуми (небольшими барабанами). Актрисы одеты в костюмы, соответствующие описываемой эпохе, а участницы финального танца одеты в голубые или зелёные кимоно с короткими рукавами, с рисунком лепестков сакуры. Для последнего танца исполнительницам делают особую причёску цубуси-симада. Этот фестиваль — единственное время, когда все выступающие майко и гейши носят одинаковые кимоно и причёски, невзирая на время обучения.
В день проводится 4 представления: в 12:30, 14:00, 15:30 и 16:50 по местному времени. Продолжительность одного представления около часа.

Танец в особых кимоно
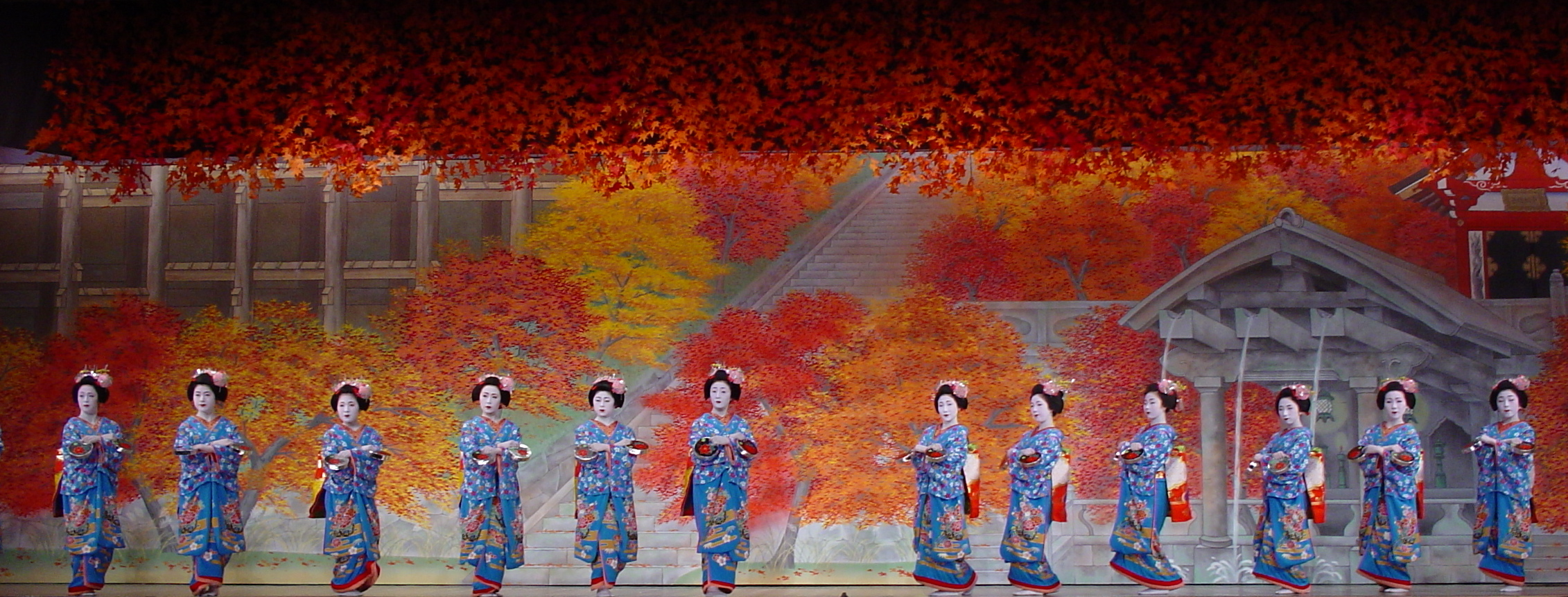
Танец в исторических костюмах
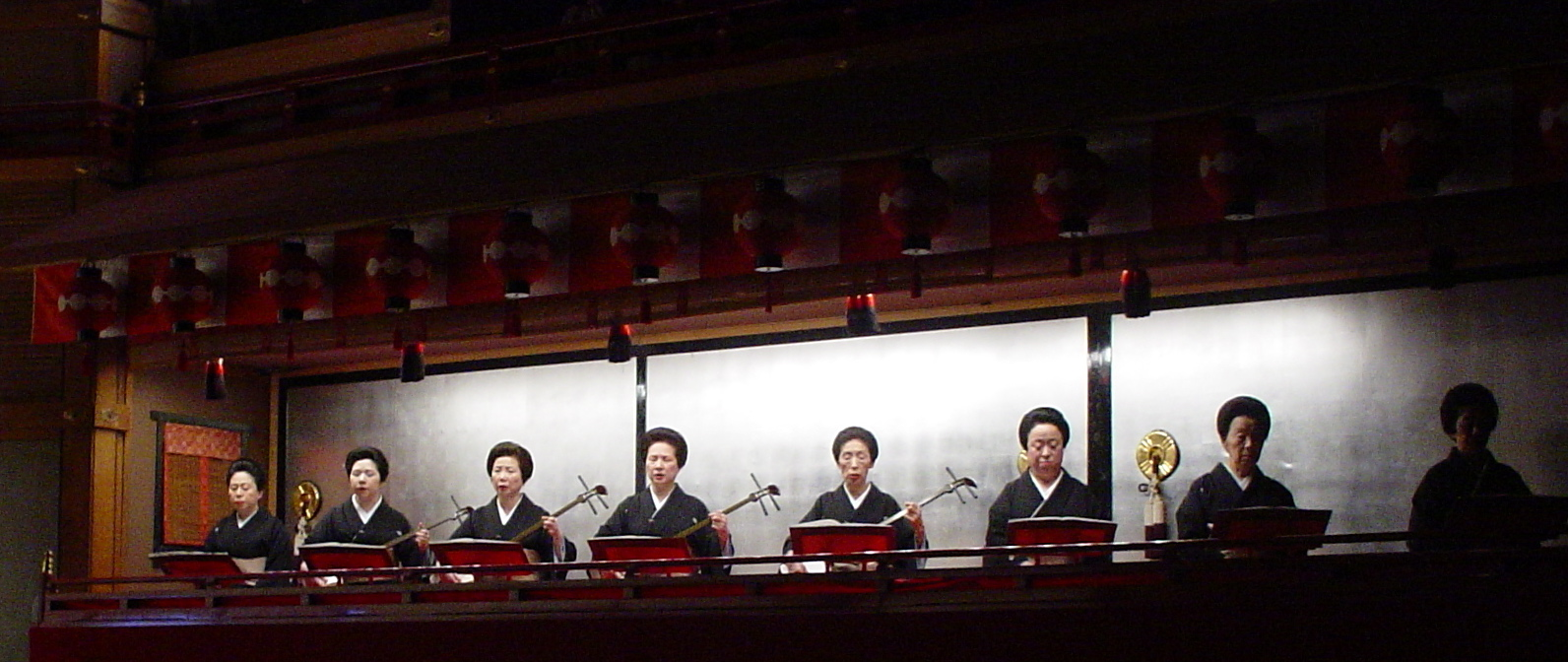
Гейши-аккомпаниаторы

## Билеты
Имеется три типа билетов:
- 2000 иен: самые простые сидячие места на третьем этаже театра, места не бронируются.
- 4000 иен: бронированные билеты на втором этаже.
- 4500 иен: бронированные билеты на первом этаже. За 40 минут до основного выступления проводится особая чайная церемония, чай заваривает гейша, одетая в формальное кимоно и с причёской «цубуси-симада», которую гейши носят на своих волосах только на протяжении Мияко одори. Гейше ассистирует одна или две майко. Кроме того, зрителям, купившим билеты по 4500 иен, преподносится небольшой сувенир[5].

Билеты можно заказать у распространителей или по телефону. Через Интернет билеты продаются на официальном сайте.

Чайная церемония перед Мияко одори
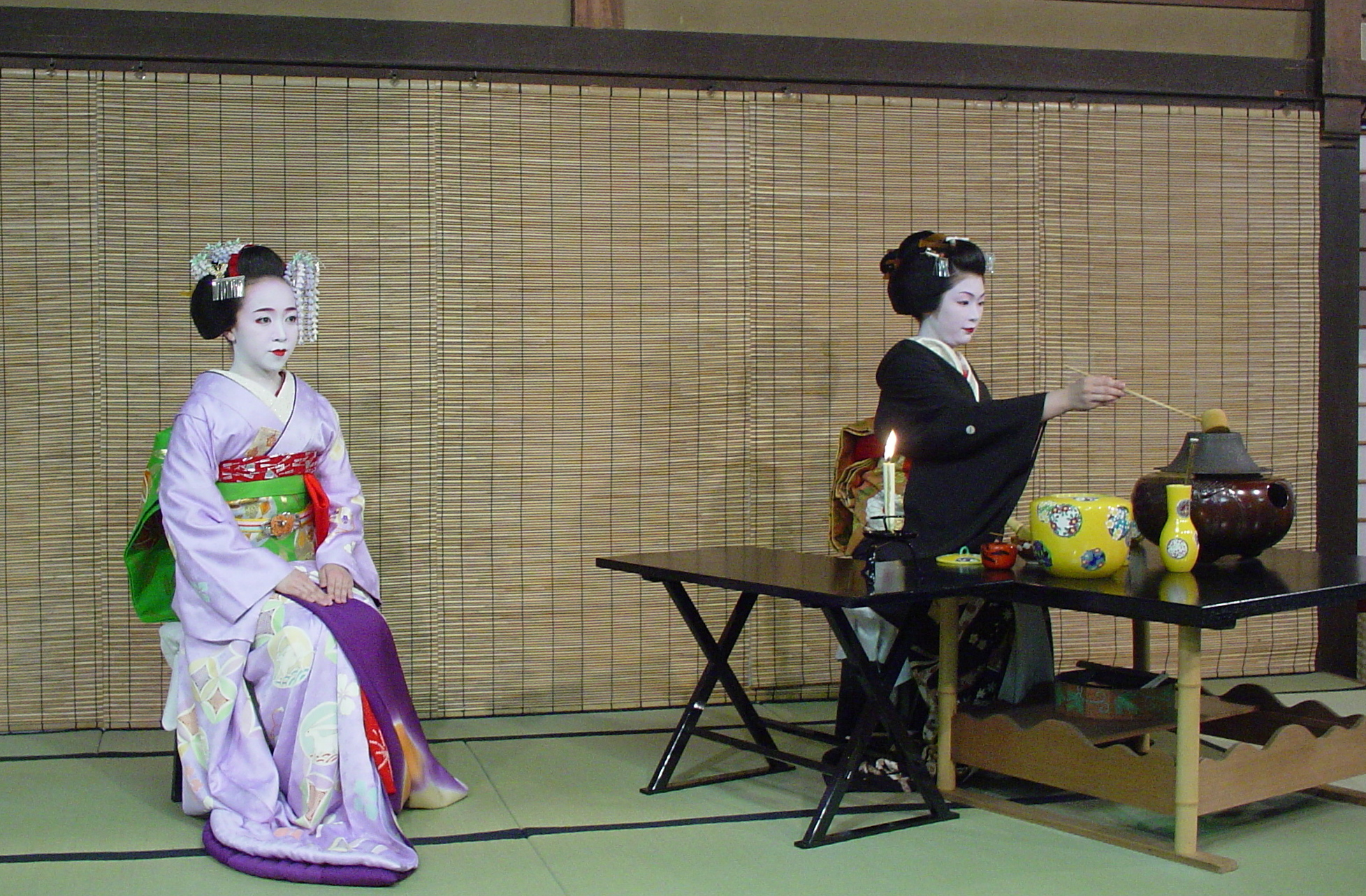
Проводящей церемонию «тэмаэ» (яп. 手前), гейше, ассистирует «хикаэ» (яп. 控え) — майко Коай
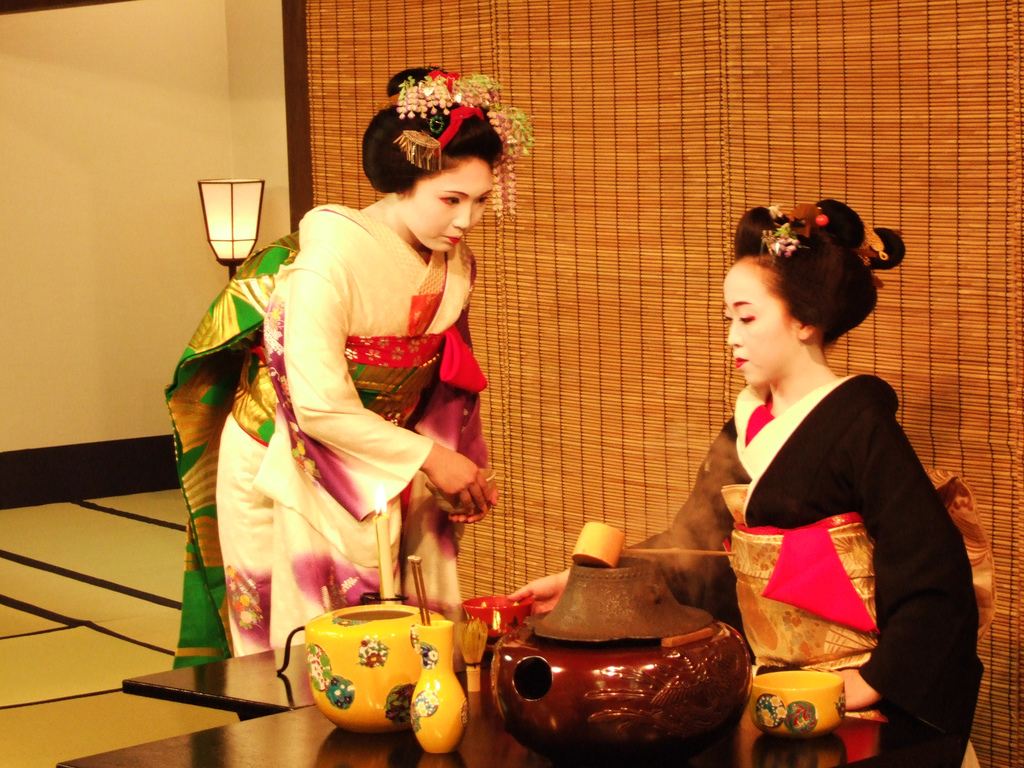
Коай проводит чайную церемонию уже в качестве гейши